# Magyar filmek listája (1990–1999)
Ez az oldal az 1990-es évtizedben megjelent magyar filmeket (játék-, dokumentum-, illetve egész estés animációs filmeket) listázza.

## 1990-es évek

### 1990
| Cím                       | Rendező                    | Megjegyzés             | Szereplők | DVD             |
| ------------------------- | -------------------------- | ---------------------- | --- | --------------- |
| Céllövölde                | Sopsits Árpád              | 87 p., filmdráma       | Lengyel Zoltán, Danyi Judit, Kovács Lajos, Monori Lili, Nagy Feró, Almási Bettina, Csuka Attila                                                     | -               |
| Help (a lék)              | Tóth Lajos                 | 30 mp., animációs film | | -               |
| Help (a gong)             | Tóth Lajos                 | 30 mp., animációs film | | -               |
| Itt a szabadság!          | Vajda Péter Salamon András | 92 p., játékfilm       | Andorai Péter, Evdokiya Germanova, Fábry Sándor, Löwy Károly, Varga Sándor, Szirtes Ágnes                                                           | -               |
| Kőbánya-blues             | Szomjas György             | dokumentumfilm         | | -               |
| Magyar rekviem            | Makk Károly                | 107 p., dráma          | Cserhalmi György, Eperjes Károly, Rába Timea | -               |
| Meteo                     | Monory Mész András         | 98 p., játékfilm       | Eperjes Károly, Balkay Géza, Esztergályos Cecília, Kistamás László, Varga Zoltán                                                                    | Megjelent DVD-n |
| Szédülés                  | Szász János                | 75 p., játékfilm       | Jordán Tamás, Hegyi Zoltán, Őze Áron, Kiss Andrea                                                                                                   | -               |
| Szoba kiáltással          | Xantus János               | 90 p., játékfilm       | Andrzej Ferenc (szinkronhang: Szakácsi Sándor), Für Anikó, Zofia Rysiowna (szinkronhang: Tolnay Klári)                                              | -               |
| Szürkület                 | Fehér György               | 95 p., játékfilm       | Haumann Péter, Derzsi János, Pogány Judit, Lázár Kati, Németh László, Pauer Gyula, Székely B. Miklós                                                | -               |
| Találkozások (Wallenberg) | Herskó János               | 97 p., dokumentumfilm  | Per Anger, Georg Klein, Bócz Dezsőné, Domonkos István, D. Tóth István                                                                               | -               |
| Vattatyúk                 | Szőke András               | 74 p., filmszatíra     | Szőke András, Badár Sándor, Gazdag Tibor, Horváth János, Marinka Csaba, Juhász Gabriella, Hudi Ráhel Ada, Kovács Ágnes, Nagy Ilona, Brezovai Sándor | -               |
| Üzenetek a Holdról        | Szirtes András             | 20 p., kísérleti film  | | -               |

### 1991
| Cím                    | Rendező            | Megjegyzés            | Szereplők | DVD             |
| ---------------------- | ------------------ | --------------------- | --- | --------------- |
| Árnyék a havon         | Janisch Attila     | 72. p., dráma         | Miroslaw Baka, Josef Kroner, Johanna Kraft-Baka, Baji Zsófi, Ujlaki Dénes | Megjelent DVD-n |
| Éljen anyád!           | Ács Miklós         |                       | Berencsi Attila, Rinyu Andrea, Marjai Judit, Budavári Andrea | -               |
| Erózió                 | Surányi András     | 105 p.                | Alföldi Róbert, Monori Lili, Murányi Tünde, Székely B. Miklós, Psota Irén | -               |
| És mégis…              | Kézdi-Kovács Zsolt | 91 p. dráma           | Kozák András, Bordán Irén, Mensáros László, Monori Lili, Vajda László, Drahota Andrea | -               |
| Félálom                | Rózsa János        | 79 p. dráma           | Újvári Csaba, Visy Bernadett, Gazdag Zsolt, Hajdu Szabolcs, Szabó Dani, Nagy Anna, Dancsházi Hajnal | -               |
| Halálutak és angyalok  | Kamondi Zoltán     | 96 p. dráma           | Eszenyi Enikő, Rudolf Hrusínsky, Grigorij Glagyij, Dégi István | -               |
| Hamis a baba           | Bujtor István      | 78 p, vígj.           | Bujtor István, Kern András, Kozák László, Tuza Bálint, Kopekin Györgyi, Sörös Sándor | -               |
| A hercegnő és a kobold | Gémes József       | 78 p, szí.            | rajzfilm | -               |
| Isten hátrafelé megy   | Jancsó Miklós      | 95 p. dráma           | Jancsó Miklós, Dörner György, Eperjes Károly, Hernádi Gyula, Madaras József | -               |
| Ítéletlenül            | Almási Tamás       | 77 p., dokumentumfilm | | -               |
| Jön a medve!           | Tolmár Tamás       | 45 p. vígj.           | Galla Miklós, Laár András, Dolák-Saly Róbert, Nagy Natália, Kicsiny Győző, Unger Béla | -               |
| Könyörtelen idők       | Sára Sándor        | 95 p. dráma           | Szarvas József, Seress Zoltán, Stohl András, Mihályfi Balázs, Őze Áron, Madaras József | -               |
| Melodráma              | Gothár Péter       | 91 p. dráma           | Gyuricza István, Szarvas József, Söptei Andrea, Bitskey Tibor, Lázár Kati, Lukáts Andor | -               |
| Szerelmes szívek       | Dobray György      | 97 p. vígj.           | Szandi, Andorai Péter, Vermes Dávid, Csákányi Eszter, Jászai Jolán, Esztergályos Cecília | -               |
| Sztálin menyasszonya   | Bacsó Péter        | 89 p. dráma           | Cserhalmi György, Básti Juli, Nina Petri, Bezerédi Zoltán, Mácsai Pál, Benedek Miklós | Megjelent DVD-n |
| Találkozás Vénusszal   | Szabó István       | 120 p., játékfilm     | Glenn Close, Niels Arestrup, Erland Josephson, Moscu Alcalay, Macha Méril, Marián Labuda, Maite Nahyr, Victor Poletti, Jay O. Sanders, Dieter Laser, Johanna ter Steege, Maria De Medeiros, Johara Racz, Rita Scholl, Michael Kroecher, Andre Chameau, Roberto Pollak, Francoise Delaive, Bánsági Ildikó, Udvaros Dorottya | -               |
| Vörös vurstli          | Molnár György      | 81 p. ff.             | Lohinszky Loránt, Gáspár Sándor, Haumann Péter, Eperjes Károly, Kern András, Rudolf Péter | -               |

### 1992
| Cím                                    | Rendező           | Megjegyzés                | Szereplők                                                                                        | DVD             |
| -------------------------------------- | ----------------- | ------------------------- | ------------------------------------------------------------------------------------------------ | --------------- |
| Anna filmje                            | Molnár György     | 80 p.                     | Ráckevei Anna, Cserhalmi György, Csomós Mari, Haumann Péter, Tímár Éva, Végvári Tamás            | -               |
| Árnyék a havon                         | Janisch Attila    | 72 p.                     | Miroslaw Baka, Baji Zsófia, Jozef Króner                                                         | Megjelent DVD-n |
| A csalás gyönyöre                      | Gyarmathy Lívia   | 96 p. dráma               | Andorai Péter, Dörner György, Für Anikó, Rita Tushingham, Reviczky Gábor, Derzsi János           | -               |
| Csapd le csacsi!                       | Tímár Péter       | 80 p. vigj.               | Pap Vera, Gáspár Sándor, Eperjes Károly, Koltai Róbert, Eszenyi Enikő, Törőcsik Mari             | Megjelent DVD-n |
| Európa Kemping                         | Szőke András      | 72 p. vigj.               | Badár Sándor, Horváth János, Szőke András, Ferenczi Gábor, Yasar Meral, Kovács Ágnes             | -               |
| Édes Emma, drága Böbe                  | Szabó István      | 81 p.                     | Johanna ter Steege, Börcsök Enikő, Andorai Péter, Kerekes Éva, Temessy Hédi, Pásztor Erzsi       | Megjelent DVD-n |
| Goldberg variációk                     | Grunwalsky Ferenc | 78 p. dráma               | Andorai Péter, Cserhalmi Erzsi, Gáspár Sándor, Nemcsák Károly, Csere Ágnes                       | -               |
| Hoppá                                  | Maár Gyula        | 92 p.                     | Törőcsik Mari, Garas Dezső, Lázár Kati, Avar István, Máté Gábor, Nagy Gábor                      | -               |
| Kutyabaj                               | Sántha László     |                           |                                                                                                  | -               |
| Kék Duna keringő                       | Jancsó Miklós     | 95 p. szatíra             | Bánsági Ildikó, Cserhalmi György, Kozák András, Madaras József, Rátonyi Róbert, Udvaros Dorottya | -               |
| Lakatlan ember                         | Klöpfler Tibor    | 104 p, dráma              | Szirtes János, Bolyki László, Pauer Henrik                                                       | -               |
| A nagy postarablás                     | Sőth Sándor       | 78 p. vigj. (német kopr.) | Chic Ortega, Rajhona Ádám, Luc Mullaney, Udvaros Dorottya, Jan Nowicki, Perczel Zita             | -               |
| A nyaraló                              | Can Togay         | 80 p.                     | Balkay Géza, Törőcsik Mari, Marta Klubowicz, Kováts Adél, Básti Juli, Madaras József             | -               |
| Nyomkereső                             | Tóth Eszter       | 86 p. dráma               | Haumann Máté, Schóbel Gyula, Csomós Mari, Csákányi Eszter, Téri Sándor, Murányi Tünde            | -               |
| Roncsfilm                              | Szomjas György    | 89 p. szatíra.            | Szirtes Ági, Mucsi Zoltán, Gáspár Sándor, Éles István, Blaskó Péter, Pap Vera                    | Megjelent DVD-n |
| A skorpió megeszi az ikreket reggelire | Gárdos Péter      | 90 p. dráma               | Rudolf Péter, Esenyi Enikő, Törőcsik Mari, Garas Dezső, Temessy Hédi                             | Megjelent DVD-n |
| Az utolsó nyáron                       | András Ferenc     | 85 p.                     | Cserhalmi György, Igó Éva, Jordán Tamás, Halász Judit, Csapó Virág, Alföldi Róbert               | -               |
| Video Blues                            | Sopsits Árpád     | 98 p. dráma               | Horváth Lajos Ottó, Epres Attila, Danyi Judit, Myriam Mézičres, Szakács Eszter                   | -               |
| Zoli és Jenci                          | Iványi Marcell    |                           |                                                                                                  | -               |
| Zsötem                                 | Salamon András    | 86 p. dráma               | Kerekes Éva, Börcsök Enikő, Lukáts Andor, Bánsági Ildikó, Lugossy István                         | -               |

### 1993
| Cím                                            | Rendező                                     | Megjegyzés                   | Szereplők                                                                                     | DVD             |
| ---------------------------------------------- | ------------------------------------------- | ---------------------------- | --------------------------------------------------------------------------------------------- | --------------- |
| Ábel a rengetegben                             | Mihályfy Sándor                             | 102 p. játékf.               | Ilyés Levente, Széles Anna, Héjja Sándor, Csiki András, Szabó Lajos, Ternyák Zoltán           | Megjelent DVD-n |
| Alibi                                          | Horváth Ádám                                |                              |                                                                                               | -               |
| Anekdota                                       | Seregi László                               |                              |                                                                                               | -               |
| Aranykor                                       | Iványi Marcell                              |                              |                                                                                               | -               |
| Attila Isten kardja                            | Koltay Gábor                                | 150 p. rockopera             | Kovács Kati, Vikidál Gyula, Deák Bill Gyula                                                   | -               |
| Blue Box                                       | Káldor Elemér                               | 100 p. dráma                 | Kozák András, Vető János, Kozma György, Derzsi János, Gálffi László, Drahota Andrea           | -               |
| Bukfenc                                        | Pajer Róbert                                | 78 p. vígj.                  | Alföldi Róbert, Marozsán Erika, Tóth Auguszta, Zalán János, Hollósi Frigyes                   | -               |
| Citromdisznó                                   | Szőke András                                | 85 p. szatíra                | Epres Attila, Marinka Csaba, Ternyák Zoltán, Ozsda Erika, Badar Sándor, Szőke András          | -               |
| Az eltűnt mozi                                 | Fésős András                                | 15 p. ff.                    | Balkay Géza, Szarvas József, Terhes Sándor                                                    | -               |
| Fényérzékeny történet                          | Erdőss Pál                                  | 104 p. dráma                 | Ozsda Erika, Kormos Gyula, Kállay Ilona, Rajhona Ádám, Rácz Attila                            | -               |
| Gyerekgyilkosságok                             | Szabó Ildikó                                | 80 p. dráma                  | Andorai Péter, Kállay Ilona, Tóth Barnabás, Balogh Mari                                       | -               |
| Holtak szabadsága                              | Gyöngyössy Imre Kabay Barna Petényi Katalin | dokumentumfilm               |                                                                                               | -               |
| Indián tél                                     | Erdélyi János                               | 85 p. dráma                  | Eperjes Károly, Törőcsik Mari, id. Eperjes Károly, Németh Zsuzsa, Szőke András, Temessy Hédi  | -               |
| Kölcsönkapott idő                              | Poór István                                 | 105 p. dráma                 | John Hurt, Joanna Trepechinska, Rod Steiger, Ingrid Schmidt, Bitskey István, Lázár Csaba      | -               |
| Live Show                                      | Bacsó Péter                                 | 53 p., játékfilm             | Olasz Ágnes, Bede-Fazekas Szabolcs, Kaló Flórián, Hegedűs D. Géza, Györgyi Anna               | -               |
| A magzat                                       | Mészáros Márta                              | 102 p. dráma                 | Kováts Adél, Aliona Antonova, Jan Nowicki, Hegyi Barbara, Bolyki László, Monori Lili          | -               |
| Miénk a gyár                                   | Almási Tamás                                | 141 p. (két részes) dokum.   |                                                                                               | -               |
| Nyugattól keletre, avagy a média diszkrét bája | Dárday István                               | 126 p. vígj.                 | Szőke András, Regős János, Badár Sándor, Molchaverser Tamás, Szabó Győző                      | -               |
| Paramicha                                      | Szederkényi Júlia                           | 78 p. dokum.                 | Glonci Miklós, Horváth Kálmán, Szabó Péter (II), Lakatos Gusztáv, Balogh Mihály, Köles Ferenc | -               |
| Priváthorvát és Wolframbarát                   | Gödrös Frigyes                              | 85 p.                        | Gödrös Frigyes, Dr. Horváth Pityi, Máté Gábor, Koltai Róbert, Gödrös Katalin, Dóczy Péter     | -               |
| Rám csaj még nem volt ilyen hatással           | Reich Péter                                 | 80 p.                        | Déri Miklós, Marozsán Erika                                                                   | -               |
| Sade márki élete                               | Szirtes András                              | 112 p. ff, dráma             | Halász Péter                                                                                  | -               |
| Senkiföldje                                    | Jeles András                                | 101 p. dráma                 | Cora Fischer, Halász Péter, Kathleen Gati, Láng Éva, Sós Elemér, Gulyás Lőrinc                | -               |
| Sose halunk meg                                | Koltai Róbert                               | 90 p.                        | Koltai Róbert, Szabados Mihály, Gáti Kathleen, Máté Gábor, Jordán Tamás, Lukáts Andor         | Megjelent DVD-n |
| A szabadban                                    |                                             |                              |                                                                                               | -               |
| Szerep                                         | Horváth Ádám                                |                              |                                                                                               | -               |
| A turné                                        | Bereményi Géza                              | 90 p. szatíra                | Törőcsik Mari, Benedek Miklós, Eperjes Károly, Bordán Irén, Bezerédi Zoltán, Cseh Tamás       | Megjelent DVD-n |
| Utrius                                         | Grunwalsky Ferenc                           | 78 p. dráma                  | Andorai Péter, Csomós Mari, Nemcsák Károly, Szabados Mihály, Szűcs Ildikó, Csere Ágnes        | -               |
| Vasisten gyermekei                             | Tóth Tamás                                  | 80 p. dráma, hangalámondásos | Jevgenyij Szigyihin, Alekszandr Feklisztov, Mihail Szvetyin, Natasa Borogyina, Jurij Jakovlev | -               |
| Vigyázók                                       | Sára Sándor                                 | 88 p.                        | Nagy-Kálózy Eszter, Máté Gábor, Andorai Péter, Bíró Krisztina, Gálffi László, Ráckevei Anna   | -               |

### 1994
| Cím                       | Rendező             | Megjegyzés        | Szereplők                                                                                       | DVD             |
| ------------------------- | ------------------- | ----------------- | ----------------------------------------------------------------------------------------------- | --------------- |
| Ábel az országban I–II.   | Mihályfy Sándor     | 114 p. tévéfilm   | Illyés Levente, Póka Csilla, Reviczky Gábor                                                     | Megjelent DVD-n |
| Acélkapocs                | Almási Tamás        | 65 p.             |                                                                                                 | -               |
| Az Áldozat                | Lugossy István      | 90 p.             | dokumentumfilm                                                                                  | -               |
| Bohóclövészet             | Antal Nimród        |                   |                                                                                                 | -               |
| Csókkal és körömmel       | Szomjas György      | 71 p. dráma       | Papp Beáta, Bakos Ildikó, Kámán Bea, Szőke András                                               | -               |
| Ébredés                   | Elek Judit          | 106 p.            | Eszesz Fruzsina, Hernádi Judit, Kern András, Gera Zoltán, Bálint András, Zsótér Sándor          | -               |
| Gyógyítók                 | Almási Tamás        | dokum.            |                                                                                                 | -               |
| Halál sekély vízben       | Kabay Barna         | 100 p. pol.-dráma | Anna Romantow, Bodnár Erika, Michael Marwitz, Szakácsi Sándor, Jan Englert, Bács Ferenc         | -               |
| Az igazi Mao              | Siklósi Szilveszter | 55 p.             | ál-dokumentumfilm                                                                               | -               |
| Az illyefalvi út          | Almási Tamás        | dokum.            |                                                                                                 | -               |
| Jó éjt királyfi           | Rózsa János         | 78 p.             | Hajdu Szabolcs, Újvári Csaba, Udvaros Dorottya, Szőke András, Gazdag Zsolt, Gévai Csilla        | -               |
| Kiss Vakond               | Szőke András        | 75 p. vígj.       | Szőke András, Herskó János, Gyalog Eszter, Badár Sándor                                         |                 |
| Megint tanú               | Bacsó Péter         | 120 p. filmszat.  | Kállai Ferenc, Cserhalmi György, Czintos József, Fehér Anna, Lázár Kati, Bodrogi Gyula          | Megjelent DVD-n |
| Minden úgy van, ahogy van | Sára Júlia          |                   |                                                                                                 | -               |
| Nem félünk a farkastól    | Kántor László       |                   |                                                                                                 | -               |
| Parasztrondó              | Dér András          |                   |                                                                                                 | -               |
| Pá Drágám                 | Felvidéki Judit     | 88 p.             | Vass Éva, Gábor Miklós, Básti Juli, Mihályi Győző, Szegedi Athina, Balázsovits Lajos            | -               |
| A pártütők                | Sós Mária           | 78 p.             | Bán János, Csányi János, Csere László, Csurka László, Huszárik Kata, Koltai Róbert              | -               |
| Sátántangó                | Tarr Béla           | 450 p, ff.        | Víg Mihály, Horváth Putyi, feLugossy László, Almássy Albert Éva, Derzsi János, Szajki Irén      | Megjelent DVD-n |
| Találkozó                 | Almási Tamás        | dokum.            |                                                                                                 | -               |
| Végzetes esztendők        | Kisfaludy András    |                   |                                                                                                 | -               |
| Woyzeck                   | Szász János         | 92 p. dráma       | Kovács Lajos, Dianna Vacaru, Haumann Péter, Igó Éva, Aleksandr Porokhovshchikov, Reviczky Gábor | Megjelent DVD-n |

### 1995
| Cím                            | Rendező              | Megjegyzés      | Szereplők                                                                                             | DVD             |
| ------------------------------ | -------------------- | --------------- | --- | --------------- |
| Boldog lovak                   | Szőke András         | 78 p. vígj.     | Badár Sándor, Geltz Péter, Szőke András                                                               | -               |
| Csajok                         | Szabó Ildikó         | 95 p. szatíra   | Eszenyi Enikő, Udvaros Dorottya, Szalay Marianna, Cserhalmi György, Gálffi László, László Zsolt       | -               |
| Ecotopia                       | Reisenbüchler Sándor | 7 p.            | animáció                                                                                              | -               |
| Esti Kornél csodálatos utazása | Pacskovszky József   | 95 p. dráma     | Máté Gábor, Erdélyi Mátyás, Németh Gabriella, Igó Éva, Benkő Gyula, Kathleen Gati                     | -               |
| Európa messze van              | Kabay Barna          | tv-sorozat      | Tamási Levente, Kaszás Géza, Dér Dennisa, Zenthe Ferenc, Temessy Hédi                                 | -               |
| Ez van, Azarel!                | Sára Júlia           |                 | | -               |
| A Fantom ász                   | Czencz József        |                 | | -               |
| Gyilkosság zárójelben          | Györik Mihály        | 18 p. ff.       | Hamvas Annamária, Kicsiny Győző, Peter Meikle, Michael Kutner, Lewis McVey                            | -               |
| Jobban szeretnék élni          | Kőszegi Edit         | 40 p.           | dokumentumfilm                                                                                        |                 |
| Különböző helyek               | Fésős András         | 35 p. ff.       | dokumentumfilm - Wim Wenders, Jos Stelling, Agnès Varda, Anh Hung Tran, Manuel Huerga                 | -               |
| Meddő                          | Almási Tamás         | 72 p. dokum.    | | -               |
| Petrenkó                       | Almási Tamás         | 48 p. riportf.  | | -               |
| A részleg                      | Gothár Péter         | 92 p. dráma     | Nagy Mari, Szarvas József, Valentin Teodosiu, Misu Dimvale, Andrei Finti, Tóth Géza                   | -               |
| Szamba                         | Koltai Róbert        | 96 p. szatíra   | Görög László, Koltai Róbert, Kerekes Éva, László Zsolt, Molnár Piroska, Hernádi Judit                 | Megjelent DVD-n |
| Sztracsatella                  | Kern András          | 94 p. filmszat. | Kern András, Eszenyi Enikő, Udvaros Dorottya, Reviczky Gábor                                          | Megjelent DVD-n |
| A törvénytelen                 | András Ferenc        | 104 p. krimi    | Cserhalmi György, Bakodi József, Bács Ferenc, Igó Éva, Koltai Róbert, Németh Márti, Daniel Olbrychski | -               |
| Vörös Colibri                  | Böszörményi Zsuzsa   | 97 p.           | Barbara De Rossi, Remo Girone, Branislav Tešanović, Karl Zinny, Kulcsár Gabriella, Lukáts Andor       | -               |

### 1996
| Cím                         | Rendező         | Megjegyzés           | Szereplők                                                                                              | DVD             |
| --------------------------- | --------------- | -------------------- | --- | --------------- |
| Bolse vita                  | Fekete Ibolya   | 97 p. dráma          | Jirij Fomicsov, Alexej Szerebjakov, Igor Csernyevic, Máhr Ágnes, Helen Baxendale, Eduardo Rózsa Flores | -               |
| Az én kis nővérem           | Sipos András    | 72 p. filmdr.        | Handel Edit, Nagy-Kálózy Eszter, Cserhalmi György, dr. Bárándy György, Závada Pál, Petrányi Kata       | -               |
| Érzékek iskolája            | Sólyom András   | 86 p. dráma          | Gryllus Dorka, Kaszás Attila, Kovács Lajos, Udvaros Dorottya, Nyertes Zsuzsa, Nagy Kriszta             | Megjelent DVD-n |
| Neonrománc                  | El Eini Sonia   | játékfilm            | Hollósi Frigyes, Keresztes Ildikó, Sinkó László, Murányi Tünde, Szarvas József, Szőke András           |                 |
| Gyilkos kedv                | Erdőss Pál      | 82 p. dráma          | Cserhalmi György, Ozsda Erika, Farkasházi Réka, László Zsolt, Cserna Antal                             | -               |
| A három testőr Afrikában    | Bujtor István   | 85 perc, vígj.       | Koncz Gábor, Szilágyi István, Rátóti Zoltán, Stenczer Béla, Kállai Ferenc, Nyertes Zsuzsa              | Megjelent DVD-n |
| Honfoglalás                 | Koltay Gábor    | 105 perc,            | Bitskey Tibor, Dörner György, Csendes László, Franco Nero, Gryllus Dorka                               | -               |
| A KGB alkonya               | Tóth Tamás      | 134 p                | dokumentumfilm                                                                                         |                 |
| A kisbaba reggelije         | Szirtes András  | 45 p. ff.            | Szirtes Manka, Szirtes András, Marco Ferreri, M. Mehlmann, Halász Péter, Antal István                  | -               |
| Lélekvesztő                 | Komár István    | 18 p.                | | -               |
| A magányos cédrus           | Lakatos Iván    | 45 p.                | dokumentumfilm Csontváry Kosztka Tivadar-ról                                                           | -               |
| Retúr                       | Palásthy György | 85 p. dráma          | Lohinszky Loránd, Agárdy Gábor, Sinkovits Imre, Bárdy György, Gera Zoltán, Lázár Kati                  | Megjelent DVD-n |
| A rossz orvos               | Molnár György   | 79 p.                | Kubik Anna, Gáspár Sándor, Bárány Péter, László Zsolt, Tahi Tóth László, Dunai Tamás                   | -               |
| Szeressük egymást gyerekek! | Jancsó Miklós   |                      | dokumentumfilm                                                                                         | -               |
| Szívügyem                   | Almási Tamás    | 70 p. dokumentumfilm | | -               |
| A vád                       | Sára Sándor     | 84 p. tört.-dráma    | Lázár Kati, Szakácsi Sándor, Anger Zsolt, Fazekas Júlia, Kéri Kitty, Kovács Ágnes                      | -               |
| Változások gyermekei        | Gere Mara       | 60 p.                | dokumentumfilm                                                                                         | -               |
| Kudarcok                    | Almási Tamás    | dokumentumfilm       | | -               |

### 1997
| Cím                           | Rendező                    | Megjegyzés             | Szereplők                                                                                           | DVD             |
| ----------------------------- | -------------------------- | ---------------------- | --------------------------------------------------------------------------------------------------- | --------------- |
| Balekok és Banditák           | Bacsó Péter                | 104 p. vígj.           | Cserna Antal, Györgyi Anna, Vlahovics Edit, Melis György, Sherer Péter, Vasvári Csaba               | Megjelent DVD-n |
| Csinibaba                     | Tímár Péter                |                        | Gálvölgyi János, Almási Sándor, Tóth Anita, Reviczky Gábor, Nagy Natália                            | Megjelent DVD-n |
| Franciska vasárnapjai         | Simó Sándor                | 98 p. dráma            | Kerekes Éva, Ujlaki Dénes, Bíró Krisztina, Görög László, Igó Éva, Jiří Menzel, Kútvölgyi Erzsébet   | Megjelent DVD-n |
| Hosszú alkony                 | Janisch Attila             | 67 p. dráma            | Törőcsik Mari, Ujlaki Dénes, Csuja Imre, Máté Gábor, Fekete András                                  | Megjelent DVD-n |
| A játékos                     | Makk Károly                | 97 p. dráma            | Michael Gambon, Jodhi May, Polly Walker, Dominic West, Luise Rainer                                 | -               |
| Játssz, Félix, játssz!        | Jancsó Miklós              |                        | dokumentumfilm                                                                                      | -               |
| Kazahsztán retúr              | Talán Csaba                | 18 p.                  | dokumentumfilm                                                                                      | -               |
| Kárhozat                      | Bernáth Zsolt              | 81 p. thriller         | Túri László, Miokovics Csaba                                                                        | -               |
| A miniszter félrelép          | Kern András, Koltai Róbert | 97 p.                  | Kern András, Koltai Róbert, Dobó Kata, Gáspár Sándor, Reviczky Gábor, Udvaros Dorottya              | Megjelent DVD-n |
| Szenvedély                    | Fehér György               | 122 p. dráma           | Bánsági Ildikó, Dzsoko Roszics, Derzsi János, Lénárt István, Haumann Péter, Gálffi László           | -               |
| Tamás és Juli                 | Enyedi Ildikó              | 60 p. dráma m.-francia | Angyal Márta, Barkó György, Elek Ferenc, Jánosi Dávid                                               | Megjelent DVD-n |
| Az út                         | Moldoványi Ferenc          | 92 p. feliratos, dráma | | -               |
| A világ legkisebb alapítványa | Kardos Ferenc              | 85 p. dráma            | Temessy Hédi, Lukáts Andor, Djoko Rosić, Udvaros Dorottya, Foky Balázs                              | -               |
| Wittman fiúk                  | Szász János                | 95 p. dráma            | Fogarassi Alpár, Gergely Szabolcs, Maia Morgenstern, Dominika Ostalowska, Kovács Lajos, Szűcs Lajos | -               |

### 1998
| Cím                                     | Rendező           | Megjegyzés             | Szereplők                                                                                        | DVD             |
| --------------------------------------- | ----------------- | ---------------------- | ------------------------------------------------------------------------------------------------ | --------------- |
| Ábel Amerikában I–II.                   | Mihályfy Sándor   |                        | Ilyés Levente, Miske László, Horváth Sándor, Bánsági Ildikó, Borbiczky Ferenc, Reviczky Gábor    | Megjelent DVD-n |
| Az Alkimista és a Szűz                  | Kamondi Zoltán    | 98 p. dráma            | Mariusz Bonaszewsky, Ónodi Eszter, Danuta Szaflarska, Növényi Norbert, Haumann Péter             | -               |
| Ámbár tanár úr                          | Koltai Róbert     | 85 p.                  | Koltai Róbert, Dobó Kata, Hernádi Judit, Kállai Ferenc, Pogány Judit                             | Megjelent DVD-n |
| Derengő                                 | Sopsits Árpád     | 85 p. dráma            | Claudiu Bleont, Bozó Andrea, Csomós Mari, Fonyó István, Kovács Zsolt, Kovács Lajos               | -               |
| Egy tél az Isten háta mögött            | Can Togay         | 110 p.                 | Szabó Dávid, Matej Matejka, Eperjes Károly, Florence Pernel, Kovács Lajos, Lisztes Anikó         | -               |
| Közel a szerelemhez                     | Salamon András    | 99 p. játékf.          | Hujber Ferenc, Tsuyu Shimizu, Antal Nimród, Gyuriska János, Gesztesi Károly, Pásztor Erzsi       | -               |
| Országalma                              | Pálos György      | 100 p. szatíra         | Gyabronka József, Herskó János, Marozsán Erika, Badár Sándor, Nagy Mari, Székely B. Miklós       | -               |
| Pannon töredék                          | Sólyom András     | 82 p. tört.-dráma      | Nagy Viktor, Marozsán Erika, Almási Sándor, Lázár Kati, Jordán Tamás, Hollósi Frigyes            | Megjelent DVD-n |
| Presszó                                 | Sas Tamás         | 104 p.                 | Máté Gábor, Söptei Andrea, Fullajtár Andrea, Kecskés Karina, Stohl András                        | -               |
| Romani Kris – Cigánytörvény             | Gyöngyössy Bence  | 90 p.                  | Djoko Rosić, Szabados Mihály, Derzsi János, Diliana Dimitrova, Violetta Koleva, Silvia Pincu     | -               |
| A rózsa vére                            | Zsigmond Dezső    | 100 p. dráma           | Gáspár Sándor, Dörner György, Nagy-Kálózy Eszter, Vladimir Juscsenko                             | Megjelent DVD-n |
| Sako menyegzője                         | Vladimir Prifti   | 106 p. albán-magyar    | Ndricim Xhepa, Xhevdet Feri, Elvira Diamanti, Agim Qirjaqi                                       | -               |
| A szerencse lányai                      | Mészáros Márta    | 95 p. dráma, (m.-len.) | Olga Drozdova, Ewa Telega, Jan Nowicki, Masza Petraniuk, Igor Czerniewicz, Olaf Linde Lubaszenko | -               |
| Tehetetlenül                            | Almási Tamás      | 102 p. dokum.          | Horkai István, Setter Ferenc, Petrenkó János                                                     | -               |
| Tükröződések                            | Dárday István     | 134 p. dráma           | Altorjai Gábor, Dr. Herskó László, Fabricius Teo, Faragó Melinda, Gyimesi Ágnes                  | -               |
| Visszatérés – Kicsi, de nagyon erős II. | Grunwalsky Ferenc | 110 p. dráma           | Udvaros Dorottya, Szarvas József, Juhász Jácint, Gáspár Sándor, Bán János, Scherer Péter         | -               |
| Zimmer Feri                             | Tímár Péter       | 89 p. szí. vígj.       | Reviczky Gábor, Pogány Judit, Szarvas József, Bíró Attila                                        | Megjelent DVD-n |

### 1999
| Cím                                       | Rendező                                | Megjegyzés         | Szereplők                                                                                            | DVD             |
| ----------------------------------------- | -------------------------------------- | ------------------ | --- | --------------- |
| 6:3                                       | Tímár Péter                            | 90 p. játékf.      | Eperjes Károly, Szalay Kriszta, Kállai Ferenc, Cseh Tamás, Kern András, Fesztbaum Béla               | Megjelent DVD-n |
| Cukorkékség                               | Pohárnok Gergely                       | 77 p. ff.          | Vécsi Tibor, Marozsán Erika, Kovácsy Tibor, Vajdai Vilmos, Hecker Pál, dr. Bellér Ibolya             | -               |
| Egérút                                    | Ternovszky Béla                        | 86 p.              | animációs film                                                                                       | Megjelent DVD-n |
| Európa expressz                           | Horváth Csaba                          | 90 p. akcióf.      | Stohl András, Dobó Kata, Kamarás Iván, Szilágyi Tibor, Rátóti Zoltán, Rajhona Ádám                   | Megjelent DVD-n |
| Észak, Észak                              | Bollók Csaba                           | 70 p. dráma        | Ruttkay Laura, Trill Zsolt, Marton Barnabás, Kovács Krisztián, Szűcs Nelli                           | -               |
| Gengszterfilm                             | Szomjas György                         | 99 p. akcióf.      | Mucsi Zoltán, Scherer Péter, Bacskó Tünde, Prókai Annamária, Szőke András, Szabados Mihály           | -               |
| Hasfalmetszők                             | Bernáth Zsolt                          | 57 p. horror-vígj. | Csanálosi Gábor, Nagy Gábor, Túri László, Lombos Melinda                                             | -               |
| Helyfoglalás, avagy a mogyorók bejövetele | Szőke András                           | 92 p. játékf.      | Szőke András, Badár Sándor, Galántai Katalin, Merza Gábor, Galkó Balázs                              | -               |
| Hippolyt                                  | Kabay Barna                            | 93 p.              | Eperjes Károly, Koltai Róbert, Pogány Judit, Huszárik Kata                                           | Megjelent DVD-n |
| Kalózok                                   | Sas Tamás                              | 98 p.              | Gubás Gabriella, Király Attila, Bodó Viktor, Kecskés Karina, Ónodi Eszter, Máté Gábor                | -               |
| Kelj fel Jancsi                           | Fonyó Gergely                          | 99 p. dráma        | Jon Jacobs, Joan Mewmark, Jánosi Péter, Pete Punito, Laura Salem                                     | -               |
| Kínai védelem                             | Tompa Gábor                            | 97 p. akcióf.      | Győry Emil, Dengyel Iván, Maja Morgenstern, Victor Rebenqiuc, Molnár Piroska                         | -               |
| A mi szerelmünk                           | Pacskovszky József                     | 105 p. játékf.     | Major Melinda, Bertók Lajos, Desfosses Erik, Marzena Trybala, Jan-Kidawa Blonski, Rudolf Teréz       | -               |
| A napfény íze                             | Szabó István                           | 172 p.             | Ralph Fiennes, Rosemary Harris, Rachel Weisz, Jennifer Ehle, Deborah Kara Unger, Molly Parker        | Megjelent DVD-n |
| Nekem lámpást adott kezembe az Úr Pesten  | Jancsó Miklós                          | 103 p.             | Mucsi Zoltán, Scherer Péter, Szarvas József, Hernádi Gyula, Jancsó Miklós, Kovács Zsolt, Anger Zsolt | Megjelent DVD-n |
| Nincsen nekem vágyam semmi                | Mundruczó Kornél                       | 80 p. dráma        | Nagy Ervin, Rába Roland, Csuja Imre, Kovács Martina, Somodi Kálmán, Szirtes Ági                      | -               |
| Nyári mozi                                | Tolnai Szabolcs                        | 67 p.              | Sagmeister Ernő, Aleksandar Stojanović, Lajkó Félix, Losonc Rezső, Jovan Tomosic                     | -               |
| Portugál                                  | Lukáts Andor                           | 93 p. játékf.      | Pelsőczy Réka, Szirtes Ági, Lengyel Ferenc, Nagy Viktor, Csuja Imre, Kovács Zsolt                    | Megjelent DVD-n |
| Roarsch                                   | Daniel Young                           | 31 p. ff. játékf.  | Antal Nimród, Surányi András, Gryllus Dorka                                                          | -               |
| Rosszfiúk                                 | Sas Tamás                              | 101 p. dráma       | Máté Gábor, Kovács Kati, Stohl András                                                                | -               |
| Simon mágus                               | Enyedi Ildikó                          | 92 p.              | Andorai Péter, Julie Delarme, Halász Péter, Hubert Koundé, Nagy Mari, Hervé Dubourjal                | Megjelent DVD-n |
| A szalmabábuk lázadása                    | Palásthy György                        | 83 p.              | Deréki Zsolt, Novák Judit, Haumann Péter, Bánsági Ildikó, Viczián Ottó, Mácsai Pál                   | -               |
| Szerelem első hallásra                    | Almási Tamás                           | 52 p. dokum.       | | -               |
| Uristen@menny.hu                          | Kálmánchelyi Zoltán Stefanovics Angéla | 22 p. kis játékf.  | Végh Zsolt, Dióssi Gábor, Scherer Péter, Kalmár Tamás, Lecső Péter, Csányi Sándor                    | Megjelent DVD-n |